# Deroua
Deroua (in arabo الدروة‎?, al-Darwa) è una città del Marocco, nella provincia di Settat, nella regione di Casablanca-Settat.
La città è anche conosciuta come ad-Dūrah, Sattat.